# Agathis rubriventris
Agathis rubriventris är en stekelart som beskrevs av Cameron 1911. Agathis rubriventris ingår i släktet Agathis och familjen bracksteklar. Inga underarter finns listade i Catalogue of Life.